# Gregor VI. (Gegenpapst)
Gregor VI. war Gegenpapst und Angehöriger des römischen Adelsgeschlechts der Crescentier im frühen 11. Jahrhundert. Weder Geburts- noch Sterbedatum sind bekannt. Sein Name bedeutet: der Wachsame (griech./latein.).
Nach dem Tod Sergius’ IV. im Jahre 1012 kam es zu heftigen Auseinandersetzungen zwischen den verfeindeten Geschlechtern der Crescentier und der Tuskulaner. Beide Parteien stellten eigene Kandidaten auf und Gregor wurde im Mai 1012 zum Papst und Nachfolger Sergius’ IV. gewählt.
Die Kämpfe zwischen den beiden Geschlechtern hielten jedoch an und die Tuskulaner konnten sich letztlich gegen Gregor und die Crescentier durchsetzen, so dass Benedikt VIII. ihn im Sommer 1012 aus Rom vertreiben konnte.
Gregor verschwand für einige Zeit und tauchte zu Weihnachten 1012 in der Pfalz Pöhlde in Deutschland auf. In vollem Ornat erschien er vor König Heinrich II. und bat diesen, ihn als Papst anzuerkennen. Der deutsche König gab nur ausweichende Antworten und verschwieg, dass er sich bereits mit Benedikt VIII. in Verhandlungen befand.
Wenige Wochen nach Weihnachten erfuhr Gregor davon und verließ den König, um im Dunkel der Geschichte zu verschwinden. 1018 wird Gregor VI. letztmals erwähnt.